# 蘇羅維基諾
48°36′N 42°51′E / 48.600°N 42.850°E
蘇羅維基諾（羅馬化：Surovikino）是俄羅斯伏爾加格勒州西南部苏罗维基诺区的一個城市。位於州府伏爾加格勒以西154公里的頓河畔。2021年人口19,000人。
1900年建立。1966年設市。2024年8月23日，忠於伊斯蘭國的四名囚犯在當地的州第十九勞教所發動襲擊並挾持人質。